# Susanne Wille
Susanne Franziska Wille Fischlin (* 25. April 1974 in Muri AG) ist eine Schweizer Journalistin und Moderatorin. Seit November 2024 ist sie Generaldirektorin der Schweizerischen Radio- und Fernsehgesellschaft (SRG).

## Leben und Karriere
Susanne Wille wuchs als Tochter von Rosmarie Wille-Egloff und Franz Wille (langjähriges Mitglied des Grossen Rates des Kantons Aargau für die CVP) im aargauischen Villmergen auf. Sie studierte Journalistik, Geschichte und Anglistik an den Universitäten Fribourg, Zürich und Edinburgh. Im Herbst 2001 schloss sie ihr Studium in Zürich ab. Daneben arbeitete sie als Flugbegleiterin bei der Swissair, bevor sie 1999 Videojournalistin beim Aargauer Regional-TV-Sender Tele M1 wurde.
Sie ist seit Januar 2001 Journalistin beim Schweizer Fernsehen und wurde vor allem als Moderatorin des Nachrichtenmagazins 10vor10 bekannt, das sie zunächst von Anfang 2001 bis Ende Juni 2011 moderierte. Nach ihrer Tätigkeit bei 10vor10 wurde sie Bundeshaus-Korrespondentin. Ab Sommer 2013 arbeitete sie als Reporterin und Moderatorin für die Sendung Rundschau.
Sie moderierte zahlreiche Sondersendungen wie die 12-stündige Live-Sendung zu den National- und Ständeratswahlen 2015, die Bundesratswahlen, die Gotthard-Eröffnung oder Sondersendungen zur Flüchtlingskrise. Susanne Wille realisierte Reportagenserien aus dem Iran, aus Russland, der Türkei, Brasilien, Indien und Südosteuropa. 2013 und 2014 moderierte sie die jährliche Fernsehgala SwissAward. 2017 kehrte Wille als Moderatorin zu 10vor10 zurück und wurde Mitglied des News-Projektteams, moderierte aber weiterhin vier Mal pro Jahr den Rundschau talk.
Per Ende Mai 2020 trat sie als Moderatorin der Sendung 10vor10 zurück zugunsten einer neuen Tätigkeit als SRF-Kulturchefin ab Juni 2020 in Nachfolge von Stefan Charles. Damit nahm sie auch Einsitz in die Geschäftsleitung. Im Mai 2024 wurde sie zur Generaldirektorin der Schweizerischen Radio- und Fernsehgesellschaft (SRG) in Nachfolge von Gilles Marchand gewählt. Sie trat ihre Funktion am 1. November 2024 an.
Sie ist mit dem Journalisten Franz Fischlin verheiratet, der von 2004 bis 2022 Moderator der SRF-Tagesschau war. Zusammen haben sie zwei Söhne und eine Tochter.  In der Aargauer Zeitung schrieb sie bis 2019 eine Kolumne.

## Auszeichnungen
- 2005 erhielt Wille den Bedag-Medienpreis für das SF-Spezial Alles unter Kontrolle?
- 2015 wurde Wille mit dem MedienStar Award des Pressevereins Zürich ausgezeichnet.[17]
- 2016, 2017 und 2018 wurde sie von den Lesern des Branchenmagazins Schweizer Journalist zur «Politik-Journalistin des Jahres» gewählt.[18][19]

## Trivia
- 2007 verfasste der Zürcher Rapper Bligg mit «Susanne» einen Song über die Moderatorin.[20][21]